# سیرا مورنا
سیرا مورنا (به اسپانیایی: Sierra Morena) یک رشته‌کوه در اسپانیا است که در استان باداخس واقع شده‌است. سیرا مورنا ۱٬۳۳۲ متر بالاتر از سطح دریا واقع شده‌است.